# Albiert Diemczenko
Albiert Michajłowicz Diemczenko (ros. Альберт Михайлович Демченко; ur. 27 listopada 1971 w Czusowoju) – rosyjski saneczkarz startujący na torach lodowych, trzykrotny medalista olimpijski, dwukrotny medalista mistrzostw świata oraz zdobywca Pucharu Świata.

## Kariera
Z zawodu żołnierz, od 1989 roku startuje w zawodach międzynarodowych, początkowo w barwach ZSRR, potem WNP, następnie Rosji. Pierwsze sukcesy osiągnął w 1996 roku, kiedy podczas mistrzostw Europy w Siguldzie zdobył srebrny medal w jedynkach i brązowy w dwójkach. W kolejnych latach zdobył jeszcze pięć medali, w tym złote w jedynkach na ME w Winterbergu (2006) i ME w Siguldzie (2010) oraz w drużynie na ME w Paramonowie (2012) i ME w Siguldzie (2014). Ponadto w 2012 roku zajął drugie miejsce w jedynkach i konkurencji drużynowej podczas mistrzostw świata w Altenbergu.
W 1992 roku wystartował na igrzyskach olimpijskich w Albertville, zajmując ósme miejsce w dwójkach. Startował także na trzech kolejnych edycjach tej imprezy, jednak nie zdobył medalu. Na podium stanął podczas igrzysk w Turynie w 2006 roku, gdzie był drugi w jedynkach. W zawodach tych rozdzielił na podium Włocha Armina Zöggelera i Łotysza Mārtiņša Rubenisa. Na rozgrywanych cztery lata później igrzyskach w Vancouver był czwarty, przegrywając walkę o podium z Zöggelerem.
Brał też udział w igrzyskach olimpijskich w Soczi, gdzie zdobył srebrne medale w konkurencji jedynej i w sztafecie. W grudniu 2017 Komisja Dyscyplinarna MKOl uznała, że Diemczenko (podobnie jak saneczkarka Tatjana Iwanowa i 26 innych rosyjskich sportowców) naruszył przepisy antydopingowe i ukarał go dyskwalifikacją  oraz pozbawieniem medali w obu tych konkurencjach. Diemczenko (a także pozostali sportowy z Rosji) odwołał się od tej decyzji do Sportowego Sądu Arbitrażowego, który pozytywnie rozpatrzył jego apelację ogłaszając w lutym 2018 roku unieważnienie dyskwalifikacji.
Wielokrotnie zajmował miejsca w czołówce zawodów Pucharu Świata. Łącznie 51 razy stawał na podium zawodów tego cyklu, z czego 17 razy zwyciężał (15 razy w jedynkach i 2 razy w zawodach drużynowych). W sezonie 2004/2005 jako pierwszy Rosjanin zdobył Puchar Świata. Był też drugi w klasyfikacji generalnej sezonu 2009/2010 oraz trzeci w sezonach 2007/2008 i 2010/2011.
Po sezonie 2013/2014 zakończył sportową karierę.

## Osiągnięcia

### Igrzyska olimpijskie
| Rok  | Miejsce        | Jedynki | Dwójki | Sztafeta       |
| ---- | -------------- | ------- | ------ | -------------- |
| 1992 | Albertville    | –       | 8.     | nie rozgrywano |
| 1994 | Lillehammer    | 9.      | 7.     | nie rozgrywano |
| 1998 | Nagano         | DNF     | 10.    | nie rozgrywano |
| 2002 | Salt Lake City | 5.      | –      | nie rozgrywano |
| 2006 | Turyn          | srebro  | –      | nie rozgrywano |
| 2010 | Vancouver      | 4.      | –      | nie rozgrywano |
| 2014 | Soczi          | srebro  | –      | srebro         |

### Puchar świata

#### Miejsca na podium w klasyfikacji generalnej
| Sezon     | Miejsce |
| --------- | ------- |
| 1998/1999 | 9.      |
| 1999/2000 | -       |
| 2000/2001 | 9.      |
| 2001/2002 | 11.     |
| 2002/2003 | 4.      |
| 2003/2004 | 9.      |
| 2004/2005 | 1.      |
| 2007/2008 | 3.      |
| 2009/2010 | 2.      |
| 2010/2011 | 3.      |
| 2011/2012 | 8.      |
| 2012/2013 | 5.      |
| 2013/2014 | 14.     |

#### Zbiorcze zestawienie podium w zawodach Pucharu Świata
| Lokata     | Jedynki | Dwójki | Sztafeta mieszana | Razem |
| ---------- | ------- | ------ | ----------------- | ----- |
| 1. miejsce | 15      | 0      | 2                 | 17    |
| 2. miejsce | 12      | 1      | 3                 | 16    |
| 3. miejsce | 12      | 1      | 5                 | 18    |
| Razem      | 39      | 2      | 10                | 51    |